# 希馮·澤利斯
希馮·愛麗絲·澤利斯（英語：Shivon Alice Zilis，1986年2月8日—）是一名加拿大科技主管和風險投資家。

## 早年生活和教育
澤利斯於1986年2年8日出生在安大略省萬錦，母親沙爾達·N（Sharda N.）是旁遮普印度教印度人，父親理查德·澤利斯（Richard Zilis）是加拿大白人。澤利斯畢業於渔人村高中。她就讀於耶魯大學，並於2008年畢業，取得經濟學與哲學學位。她是耶魯冰上曲棍球隊的守門員，也是該校有史以來的平均失球率第一名。

## 職業生涯
從耶魯大學畢業後，澤利斯在紐約IBM開始了她的職業生涯，在發展中國家，特別是秘魯和印尼從事金融技術工作。2012年至2018 年，她是彭博貝塔的創始投資人和合夥人之一，由彭博有限合夥企業投資，利用她所謂的「機器智慧」。
2015年，澤利斯名列富比士30位30歲以下風險投資人精英榜。
2017年至2019年，澤利斯擔任特斯拉自動駕駛產品和晶片設計團隊的專案總監。
澤利斯名列LinkedIn的35位35歲以下精英榜。
澤利斯在Neuralink擔任營運與特別專案總監。澤利斯是透過她在OpenAI的非營利工作認識伊隆·馬斯克的，她在2023年之前是OpenAI的董事會成員。
澤利斯於2023年9月加入國防科技公司Shield AI的董事會。她之前在彭博貝塔工作時，曾於2016年為該公司撰寫了一輪種子投資的投資條件書。

## 個人生活
2022年7月，德克薩斯州特拉維斯縣的法庭文件顯示，澤利斯和伊隆·馬斯克於2021年11月生了一對雙胞胎。這對雙胞胎是透過體外人工受精（IVF）產下的。根據註冊雙胞胎名字的法庭文件，馬斯克和澤利斯在奧斯汀列出了相同的地址。2024年6月，據報導她與馬斯克有了第三個孩子。2025年2月，澤利斯再為馬斯克誕下第13個孩子塞爾頓·萊克格斯·馬斯克（Seldon Lycurgus Musk），是她的第4胎。